# Ausee (Schweiz)
Ausee är en sjö i Schweiz. Den ligger i kantonen Zürich, i den centrala delen av landet. Ausee ligger 405 meter över havet.
Ausee ligger på en halvö av Zürichsjön mellan Zürichsjön och järnvägen.